# Technischer Assistent für Metallografie und Physikalische Werkstoffanalyse

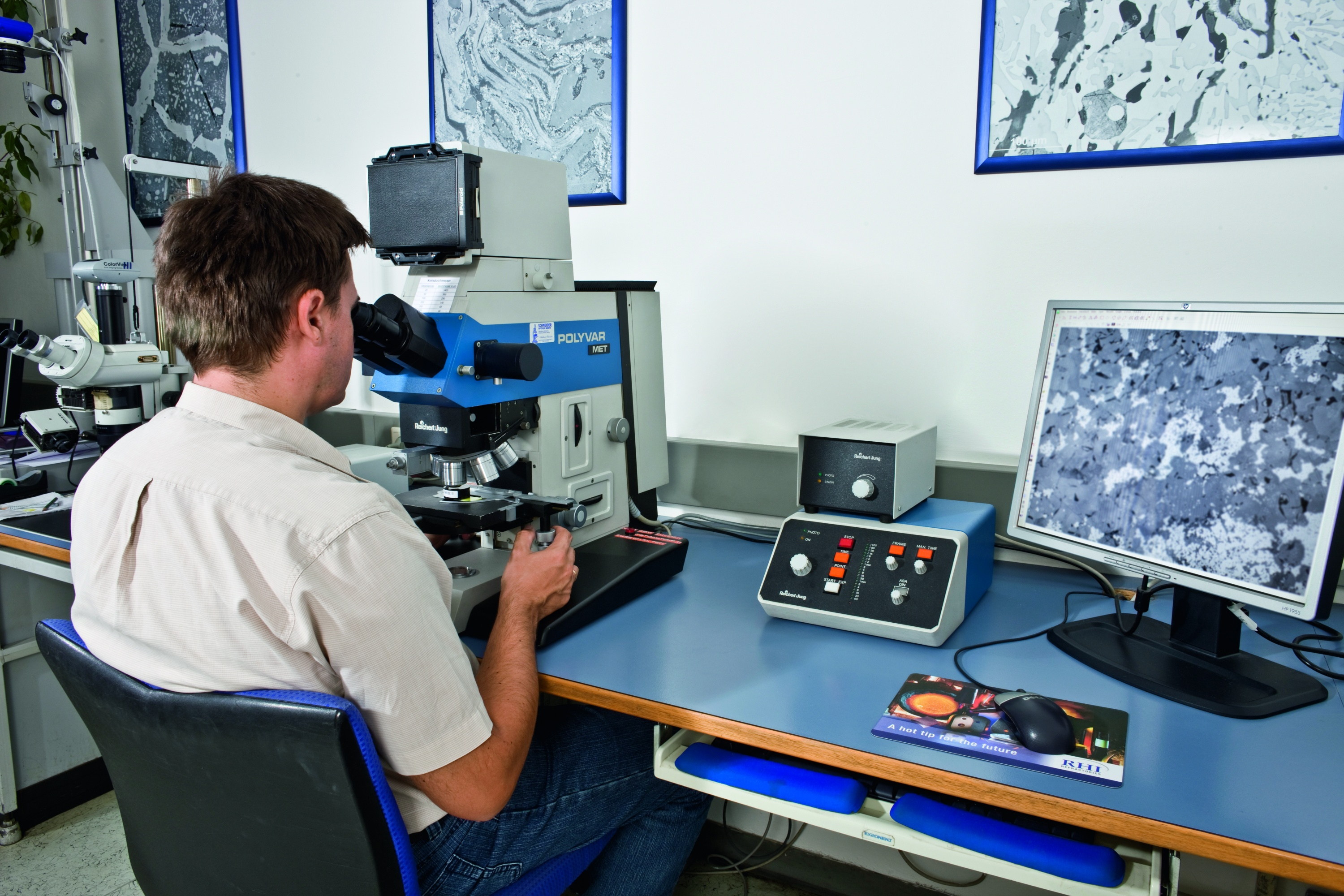
Analyse mit dem Metallmikroskop

Technischer Assistent für Metallografie und Physikalische Werkstoffanalyse ist ein Ausbildungsberuf in Deutschland.

## Berufsbeschreibung
Die Metallografie ist ein Arbeitsgebiet der Werkstoffwissenschaften und bedeutet wörtlich Metallbeschreibung. Metallografen beschäftigen sich hauptsächlich mit der Mikrostruktur von Werkstoffen und leisten ihren Beitrag in der Qualitätssicherung/Werkstoffprüfung in Laboren der Industrie und Forschung. Das Berufsfeld „Metallografie“ wurde um 1906  am Lette-Verein in Berlin entwickelt und wird seitdem fortlaufend aktualisiert. Ursprünglich war es ein reiner Frauen-Beruf. Seit der Einführung des Fachabiturs (1976) in die Ausbildung interessieren sich auch Männer für diesen Bereich der Werkstoffwissenschaften. Heute sind nicht nur Metalle Gegenstand der Analyse, sondern auch Kombinationen aus Metall, Glas, Keramik und Kunststoff. Seit 1988 ist die Berufsbezeichnung für am Lette-Verein ausgebildete Metallografen mit staatlicher Abschlussprüfung: Technische Assistentin / Technischer Assistent für Metallografie und Physikalische Werkstoffanalyse, seit 2017 lautet die Berufsbezeichnung Technische Assistentin / Technischer Assistent für Metallografie und Werkstoffanalyse.
Ein weiterer Ausbildungsort in Deutschland ist das Technische Berufskolleg in Solingen, wo Technische Assistenten für Metallografie und Werkstoffkunde ausgebildet werden.

## Ausbildung
Die Ausbildung zur Technischen Assistentin / zum Technischen Assistenten für Metallografie und Physikalische Werkstoffanalyse am Lette-Verein sowie am Technischen Berufskolleg Solingen ist eine staatlich anerkannte schulische Berufsausbildung und kann nach drei Jahren mit dem Fachabitur abgeschlossen werden.
Abiturienten werden in nur zwei Jahren in diesem von der Industrie stark nachgefragten Beruf ausgebildet, da sie die Hochschulreife ja bereits besitzen.
Die Ausbildung zur Metallografin / zum Metallografen beginnt immer am ersten Schultag nach den Sommerferien der Berliner Schulen.

## Aufnahmevoraussetzungen
Bewerber für die Ausbildung sollten ein Interesse an naturwissenschaftlichen Zusammenhängen, Spaß an manuellen Tätigkeiten, gute Beobachtungsgabe bzw. den Willen, sie zu entwickeln, und Freude am Umgang mit technischen Geräten haben.
- Zweijährige Berufsausbildung: Voraussetzung ist die allgemeine Hochschulreife (Abitur) oder die Fachhochschulreife (Fachabitur)
- Dreijährige Berufsausbildung: Voraussetzung ist der Mittlere Schulabschluss (MSA) bzw. Realschulabschluss oder eine gleichwertige Schulbildung

Beim Lette-Verein (Technische Berufsfachschule) ist die Aufnahme abhängig von der Teilnahme an einem Vorstellungsgespräch, den Noten in den mathematisch-naturwissenschaftlichen Fächern sowie dem Fach Deutsch und dem Vorliegen aller im Aufnahmeantrag aufgeführten Unterlagen.
Bewerber ausländischer Herkunft müssen einen Nachweis über ausreichende Kenntnisse der deutschen Sprache erbringen und an einem Test (Deutsch, Mathematik, Physik) teilnehmen.

## Schulgeld
Der Lette-Verein erhebt als Stiftung des öffentlichen Rechts ein Schulgeld für den Besuch seiner Ausbildungen. Zurzeit kostet diese Ausbildung 95 € im Monat (Stand Mai 2011).